# Charny-sur-Meuse
Charny-sur-Meuse település Franciaországban, Meuse megyében. Lakosainak száma 521 fő (2022. január 1.). Charny-sur-Meuse Thierville-sur-Meuse, Belleville-sur-Meuse, Bras-sur-Meuse, Marre és Vacherauville községekkel határos.

## Népesség
A település népességének változása:
| Lakosok száma | 289  | 523  | 462  | 543  | 552  | 528  | 518  | 524  | 527  | 521  |
|               | 1968 | 1982 | 1990 | 2006 | 2013 | 2015 | 2017 | 2019 | 2020 | 2022 |